# Vlag van Heves

Vlag van Heves
(ratio 7:10)

De vlag van Heves werd op 22 oktober 1991 aangenomen als de vlag van de Hongaarse comitaat Heves. De vlag bestaat uit een groen veld met het wapen in het midden.
Het wapen weerspiegelt het landschap van Heves. De ooievaar staat voor het moerassige gebied langs de Tisza, de groene schildvoet voor de vruchtbare vlakte en de druiven voor de wijnbouw aan de voet van de bergen. De slang wijst waarschijnlijk naar de geneeskrachtige bronnen en de exploitatie ervan. Het groen en blauw staan voor de hoop en het vertrouwen in de toekomst. Ook is de ooievaar met de slang een middeleeuws religieus symbool: als vertegenwoordiger van Christus, bestrijder van de (Bijbelse) slang van het kwaad. Heves ontving zijn wapen na de bevrijding van het Ottomaanse juk (1687), zodat de ooievaar ook de hoop uitdrukt dat Heves voor altijd een Christelijk bolwerk zal blijven. Er bestaat een afbeelding van het wapen, gegeven voor Heves en Külső-Szolnok, uit 1724.